# Marc Matiè
Marc Matiè (en llatí Marcus Matienus) va ser un magistrat romà del segle ii aC.
Va ser pretor l'any 173 aC i va rebre la província de la Hispània Ulterior on es va destacar pels seus saquejos i opressió, fins al punt de què en tornar a Roma una delegació de provincials va presentar acusació pels seus actes al senat romà. Per evitar la condemna que semblava inevitable, ja que les proves en contra seva eren suficients, Matiè va marxar a un exili voluntari a la ciutat de Tibur.